# Personale di Cristiano Malgioglio
Personale di Cristiano Malgioglio è un album del cantante pop italiano Cristiano Malgioglio, pubblicata il 16 gennaio 1980 dall'etichetta discografica Ri-Fi.

## Tracce
1. Scandalo
2. E' questione d'amore
3. Quanto costa
4. Nel tuo corpo
5. L'amore mi morde, mi vuole
6. Maledizione io l'amo
7. Mi commuovi
8. Per esempio
9. Senti
10. Ambiguità